# إدوين إم. شايفر
إدوين إم. شايفر هو سياسي أمريكي، ولد في 14 مايو 1887 في بلفيل في الولايات المتحدة، وتوفي في 8 نوفمبر 1950 في سانت لويس في الولايات المتحدة. نشط حزبياً في الحزب الديمقراطي. وقد انتخب عضو مجلس النواب الأمريكي ‏.